# Parafia św. Antoniego z Padwy w Żurominie
Parafia św. Antoniego z Padwy w Żurominie – parafia rzymskokatolicka należąca do dekanatu żuromińskiego, diecezji płockiej, metropolii warszawskiej.

## Historia parafii
Została erygowana w 1908. 
Obecny kościół parafialny Świętej Trójcy został wybudowany w latach 1782–1784, konsekrowany w lipcu 1786 przez bp. Wojciecha Gadomskiego.

## Proboszczowie
- ks. prał. Piotr Joniak (od 1996)
- ks. prał. Kazimierz Kowalski (od 2009)
- ks. kan. dr Tomasz Kadziński (od 2020)